# كلية الإمارات للتطوير التربوي
تأسست كلية الإمارات للتطوير التربوي (ECAE) رسميًا في عام 2007، وبدأت تدريس الدفعة الأولى من طلابها الجامعيين في سبتمبر 2007 وأول مجموعة من طلاب الدراسات العليا في أكتوبر 2007. الكلية هي كلية متخصصة لتدريب المعلمين في دولة الإمارات العربية المتحدة. تُؤسس ليكون مركزًا لإعداد المعلمين والبحوث التربوية وتطوير المدارس، ويُمول من قبل الحكومة، ليلعب دورًا رئيسيًا في تحديث التعليم المدرسي في دولة الإمارات العربية المتحدة، وفي جميع أنحاء الشرق الأوسط بالتعاون مع مجلس أبوظبي للتعليم (ADEC).

## الترخيص والاعتماد
حصلت ECAE، التي يقع مقرها في إمارة أبو ظبي، على ترخيص رسمي اعتبارًا من 1 أبريل 2011 من قبل وزارة التعليم العالي والبحث العلمي في دولة الإمارات العربية المتحدة لمنح درجات علمية في التعليم العالي.

## الموقع

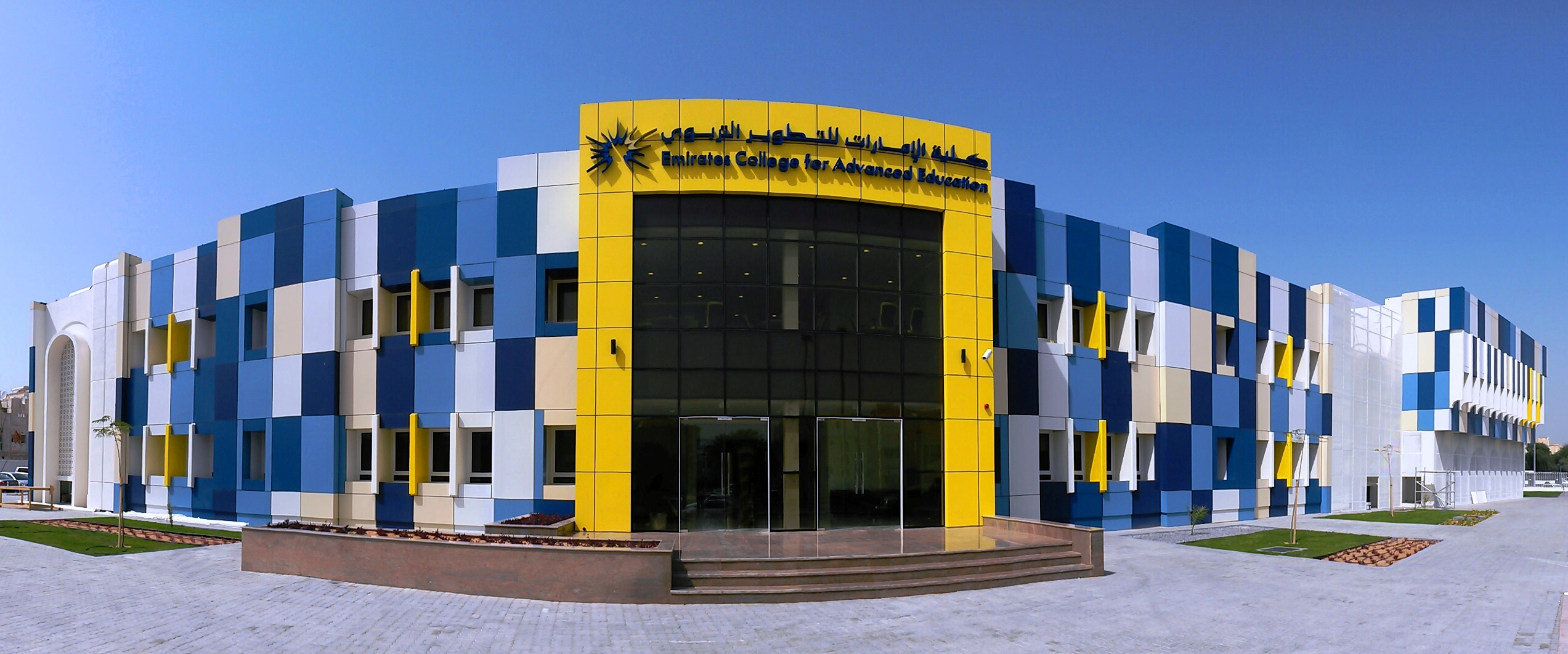
الحرم الجامعي ECAE.

يقع الحرم الجامعي على زاوية طريق المرور (الشارع الرابع)، وشارع سلامة بنت بطي (شارع 23).

## البرامج المقدمة

### بكالوريوس في التربية (B.Ed)
تقدم ECAE برنامج بكالوريوس التربية الذي يتم تنظيمه مدة أربع سنوات. يشتمل بكالوريوس التربية على سبعة  على النحو التالي:
- تعليم ذوي الاحتياجات الخاصة
- الفن والموسيقى
- تعليم الطفولة المبكرة
- الاستشارة في التعليم
- تعليم تكنولوجيا المعلومات
- والصحة والتربية البدنية
- تحليل السلوك التطبيقي [وافقت شركة Behavior Analyst Certification Board, Inc.® على تسلسل الدورات التدريبية التالي باعتباره يفي بمتطلبات الدورات الدراسية للأهلية لإجراء امتحان محلل السلوك المساعد المعتمد من مجلس الإدارة®. سيتعين على المتقدمين تلبية متطلبات إضافية للتأهل]. [7]

يعد برنامج دبلوم الدراسات العليا في التعليم برنامجًا معياريًا سريع الاستجابة، ومرنًا مدته عام واحد ويتماشى مع المستوى الثامن في إطار المؤهلات في دولة الإمارات العربية المتحدة - مؤسسة قطر الإمارات. فهو لا يوفر طريقًا للتدريس لأولئك الذين لم تكن شهادتهم الأولى في التعليم فحسب، بل يوفر أيضًا خيارًا للممارسين أثناء الخدمة دون مؤهلات تعليمية لتحديث مهاراتهم التعليمية. يتكون دبلوم الدراسات العليا في التربية من دورات إلزامية يبلغ مجموعها 28 ساعة معتمدة. 

### ماجستير في التربية (M.Ed)
برنامج الماجستير في التربية (M.Ed)، عبارة عن برنامج مدته سنتان يعتمد على 36 ساعة معتمدة ويتماشى مع المستوى 9 في إطار المؤهلات في دولة الإمارات العربية المتحدة - مؤسسة قطر الإمارات. يركز البرنامج على ممارسي التعليم والقادة والإداريين والمهنيين في مجموعة واسعة من المجالات، وهو مناسب أيضًا للمهنيين الآخرين الذين يشتمل عملهم على مكون تعليمي أو بعض المسؤولية التعليمية. وتُقدم المسارات التالية داخل البرنامج:
- التعليم الخاص
- تعليم الرياضيات
- تعليم العلوم
- العلوم الاجتماعية
- تكنولوجيا التعليم
- بعثة تعليمية
- الطفولة المبكرة

تُقدم ماجستير التربية على مدى أربعة فصول دراسية، ويتضمن الفصل الدراسي الأخير إما مشروع تخرج أو مشروع بحثي.

## مجالات البحث
تندرج المجالات البحثية الرئيسية التي تجريها الكلية ضمن الفئات التالية: 
- التعليم المقارن والدولي
- التدريس والتعلم متعدد اللغات
- طرق تدريس ومنهجية فعالة
- إصلاح / تحسين المدرسة
- دراسة إعداد وإعداد المعلمين، تطوير المناهج وطرق التدريس، تطوير التعليم في دولة الإمارات العربية المتحدة ودول مجلس التعاون الخليجي.

## مركز التعليم المستمر في كلية الإمارات للتطوير التربوي
مركز التعليم المستمر  هو مركز تدريب مرخص من قبل مركز أبوظبي للتعليم والتدريب التقني والمهني (ACTVET) ومزود مؤهلات معتمد من قبل المركز الوطني للمؤهلات. ويقدم المركز المؤهلات المهنية الوطنية ضمن الإطار الوطني للمؤهلات بدولة الإمارات العربية المتحدة بالإضافة إلى المؤهلات الدولية المعتمدة من الهيئات المانحة الدولية.